# Agathia pisina
Agathia pisina là một loài bướm đêm trong họ Geometridae.

## Hình ảnh

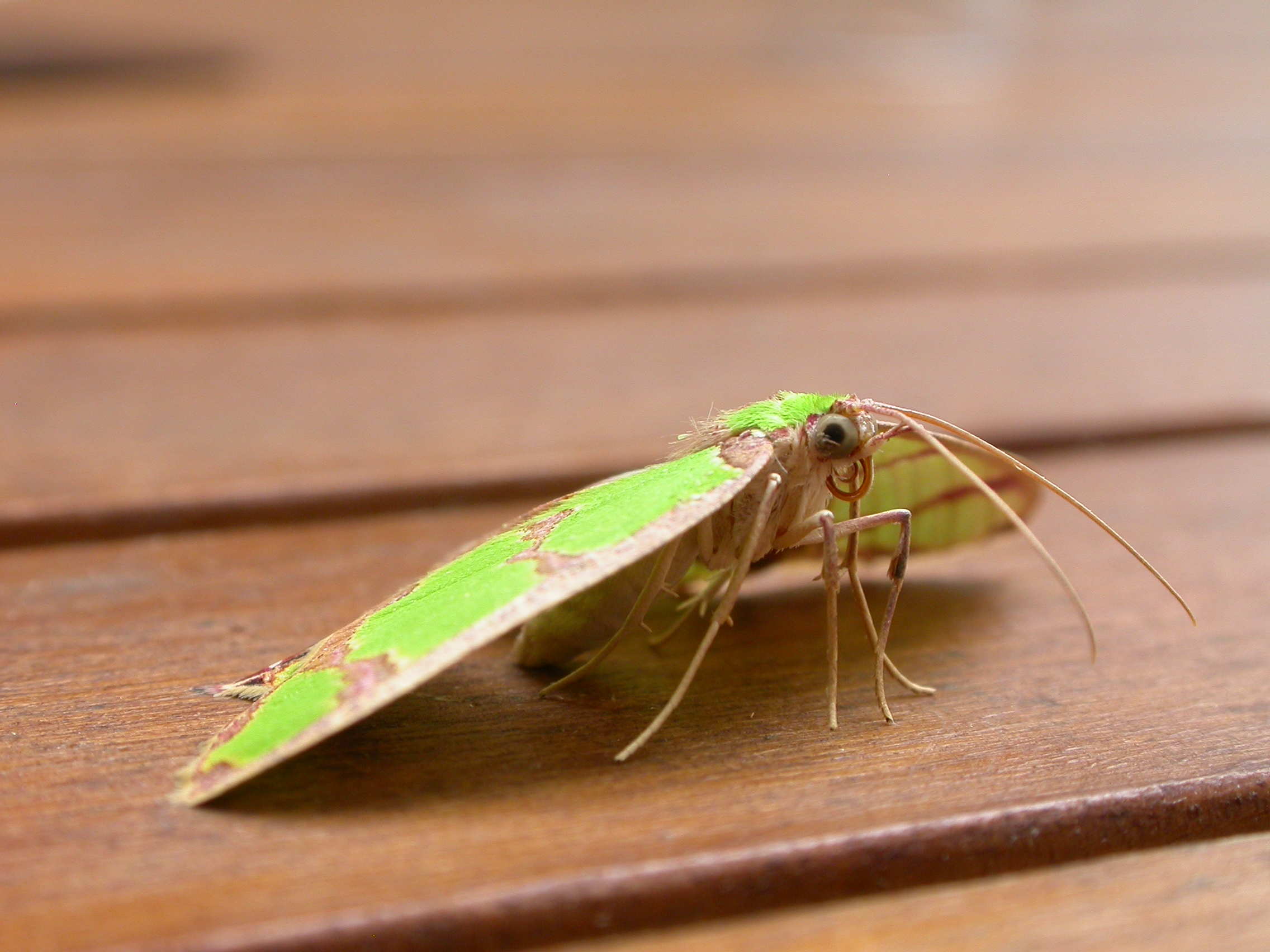
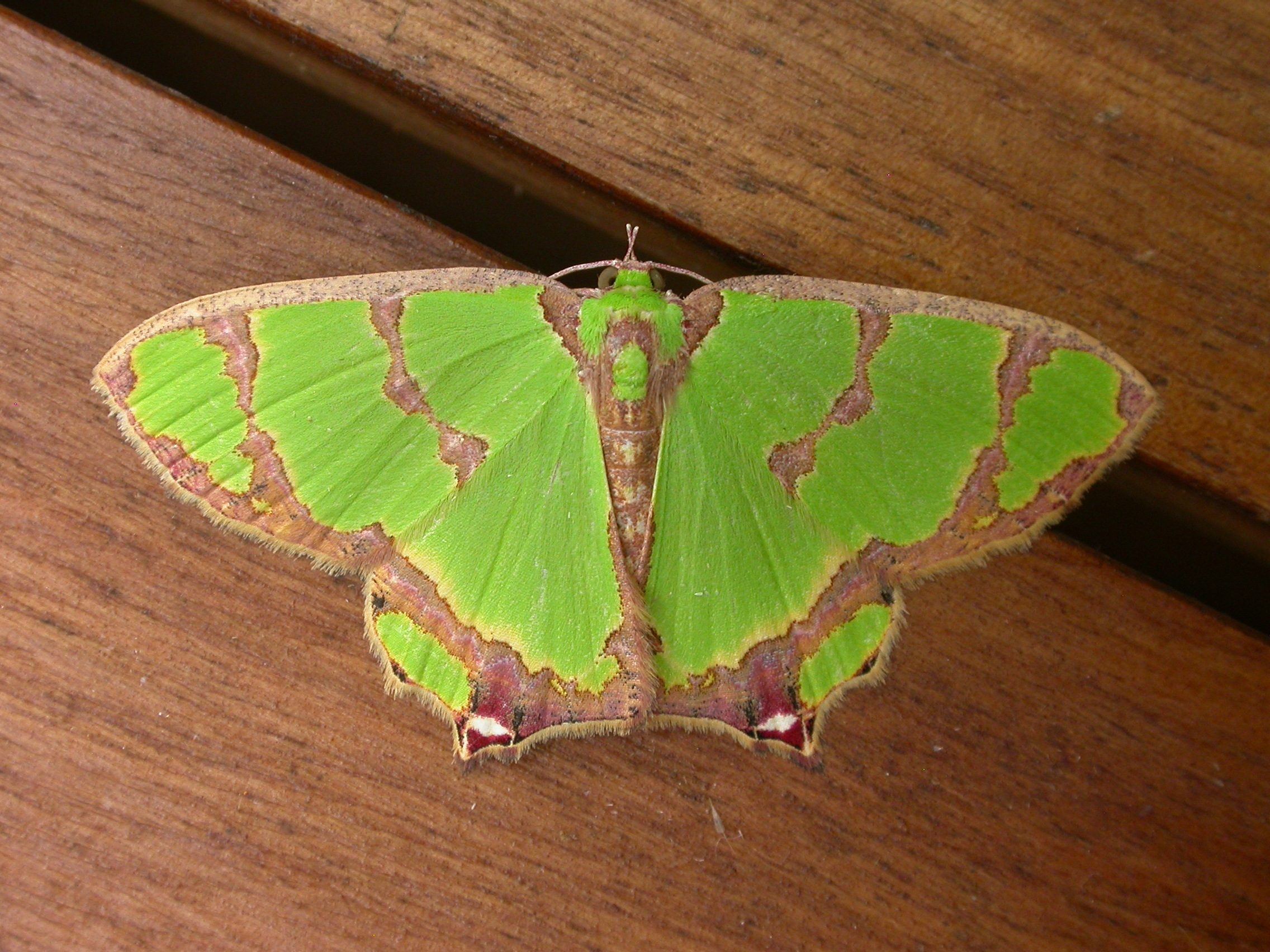